# Sauce (Uruguay)
Sauce es una ciudad uruguaya del departamento de Canelones y sede del municipio homónimo. Es una ciudad reconocida por su fuerte vínculo con la historia uruguaya, siendo muy significativa en la niñez de José Gervasio Artigas, y forma parte de la tradición vitivinícola de Canelones.

## Geografía
La ciudad se encuentra localizada a orillas del arroyo Sauce, a 35 km de Montevideo, dentro de su área metropolitana y en la intersección de las rutas nacionales 6, 67, 86 y 107.

## Historia
Es notable la presencia de un rico yacimiento de megafauna (Vizcaíno) con marcas de herramientas líticas, lo cual indica la presencia humana hace varios miles de años en el lugar.
Previo a la formación del centro poblado, en 1749 los campos de la zona fueron adjudicados por el Cabildo de Montevideo a Felipe Pascual Arnal, abuelo materno de José Artigas. Dichas tierras fueron luego heredadas por su hija Francisca Antonia Arnal, y en 1832 los herederos de esta las vendieron a Vicente Ponce de León. En 1842, se construyó la capilla del Sauce en el predio de la llamada Azotea de Artigas (hoy Casa de Artigas).

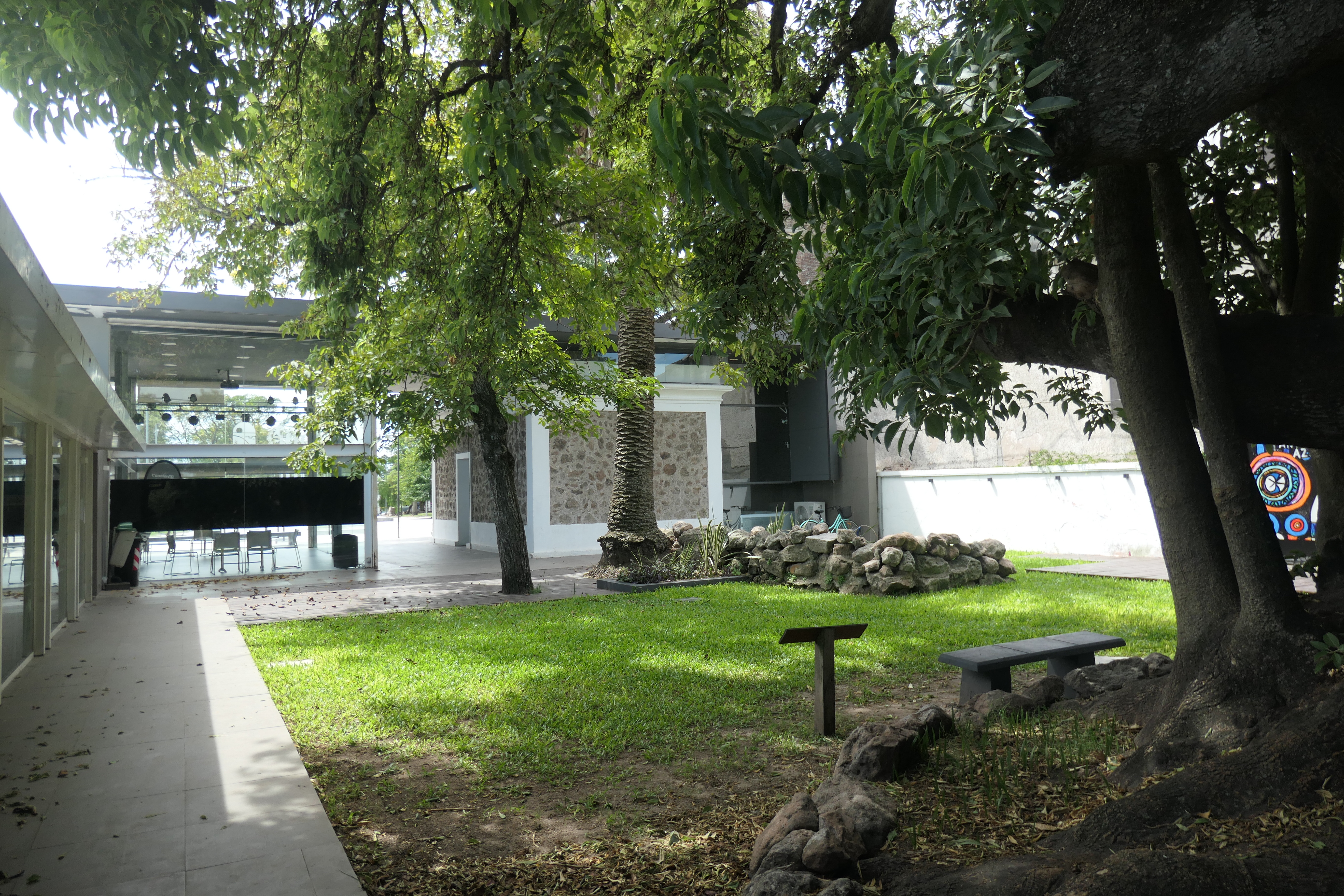
Vista del Museo Casa de Artigas.

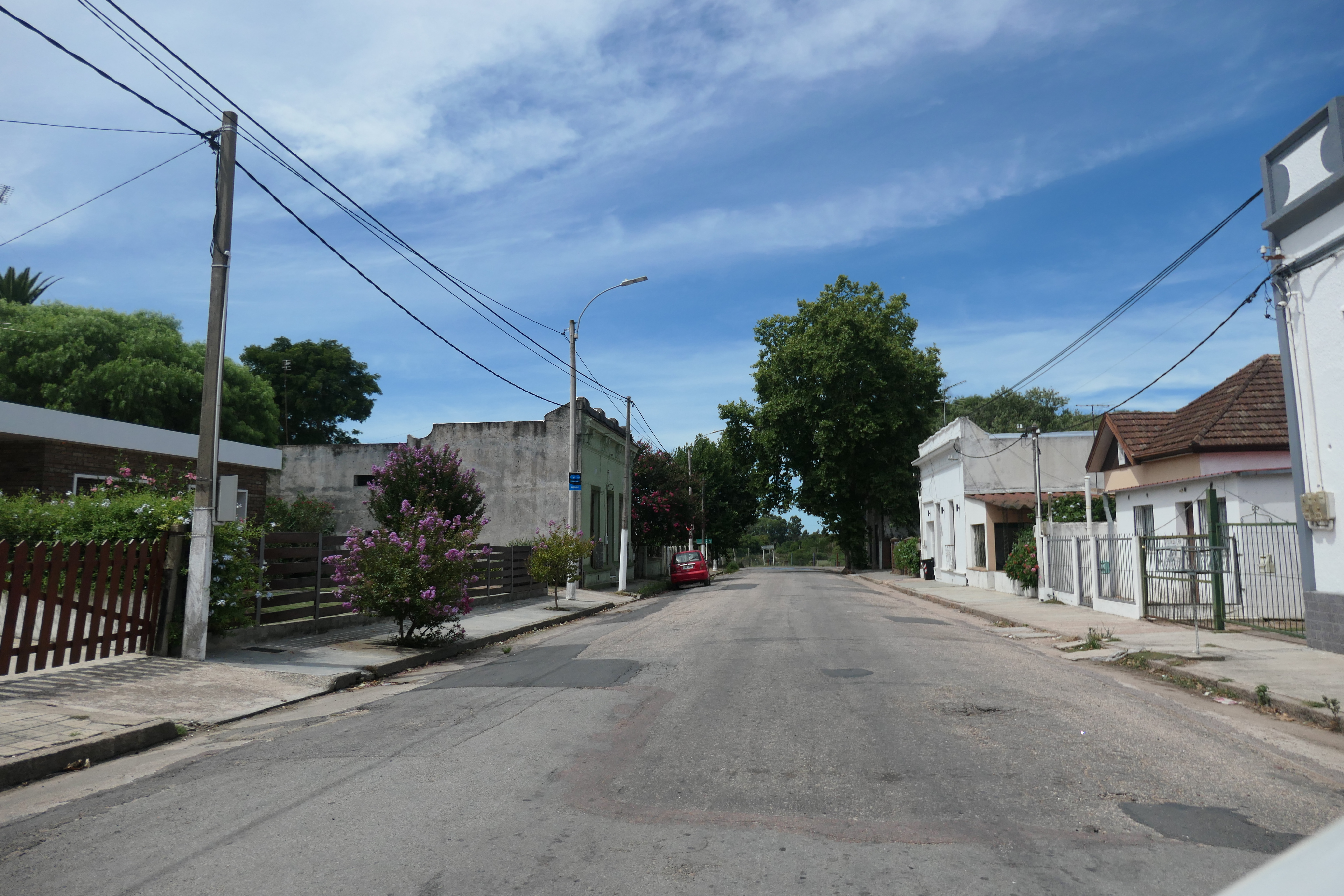
Vista de calle de la ciudad de Sauce.

El proceso fundacional de la localidad comenzó en 1851 con la venta de solares. Su fecha de fundación fue el 12 de octubre de ese año. Para ese entonces, la pequeña urbanización contaba con nueve manzanas y una plaza.
En 1849, llegaba a la localidad el presbítero Pedro de San Miguel encontrándose con que la capilla estaba a punto de desplomarse, por lo que propulsó la construcción de una nueva iglesia, la cual habría finalizado alrededor de 1868. Para 1859, la capilla se elevaba a la categoría de curato, dejando de depender así de las parroquias de Canelones y Pando. Hoy, la Parroquia Sagrada Familia es un edificio histórico.
En 1865, se fundó la escuela 109. Años más tarde, en 1870, en las cercanías de Sauce, se produjo la Batalla de Sauce entre las fuerzas de los generales José Gregorio Suárez y Timoteo Aparicio. En 1891, llegó el ferrocarril, construyéndose la estación local.Recién el 29 de septiembre de 1915, la localidad fue declarada oficialmente pueblo, mientras que diez años más tarde, el 15 de mayo de 1925, fue elevada a la categoría de villa. En ese mismo año, se reconstruyó la casa primitiva de la familia Artigas.
La escuela «Nuestra Señora del Perpetuo Socorro» se fundó en el año 1939, mientras que el liceo fue fundado en 1953 y se oficializó en 1957. La escuela técnica (UTU) data de 1984 y el jardín de infantes, de 1988.
Sauce fue finalmente elevada a la categoría de ciudad por Ley 14.138 del 18 de junio de 1973.
En 1997, en la localidad se hallaron restos fósiles de animales prehistóricos que integraban la megafauna de esta región de Sudamérica. Sauce alberga también ricos testimonios materiales pertenecientes a protagonistas de decisivas batallas independentistas, como la de Las Piedras, y de luchas fratricidas, como la Guerra Grande.

## Población

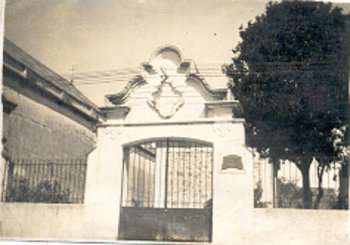
Antigua fachada de la Casa de Artigas en Sauce

Según el censo de 2023 la ciudad contaba con una población de 7 446 habitantes.
| 6 935         | 3 227 | 3 911 | 4 294 | 4 932 | 5 797 | 6 132 | 7 446 |
| (Fuente: INE) |       |       |       |       |       |       |       |

## Economía
Las principales actividades económicas de sus pobladores son el comercio, la producción vitivinícola y la actividad agrícola. La zona en la que Sauce se ubica es el área de mayor producción vitivinícola de Uruguay. Por año se procesan allí 16 millones de kilos de uva, concentrando en nueve bodegas sauceñas el 10% del volumen de vino producido a nivel nacional.

## Gobierno
El gobierno de la ciudad de Sauce se organiza a través del Municipio de Sauce que forma parte de la estructura administrativa de la Intendencia de Canelones. El Municipio de Sauce es responsable de la gestión local y está encabezado por un alcalde y un concejo municipal, quienes son elegidos por votación popular cada cinco años. A nivel departamental, la Intendencia de Canelones, liderada por el intendente, se encarga de coordinar y supervisar las políticas y servicios en todo el departamento, incluyendo los municipios como el de Sauce.

## Lugares de interés

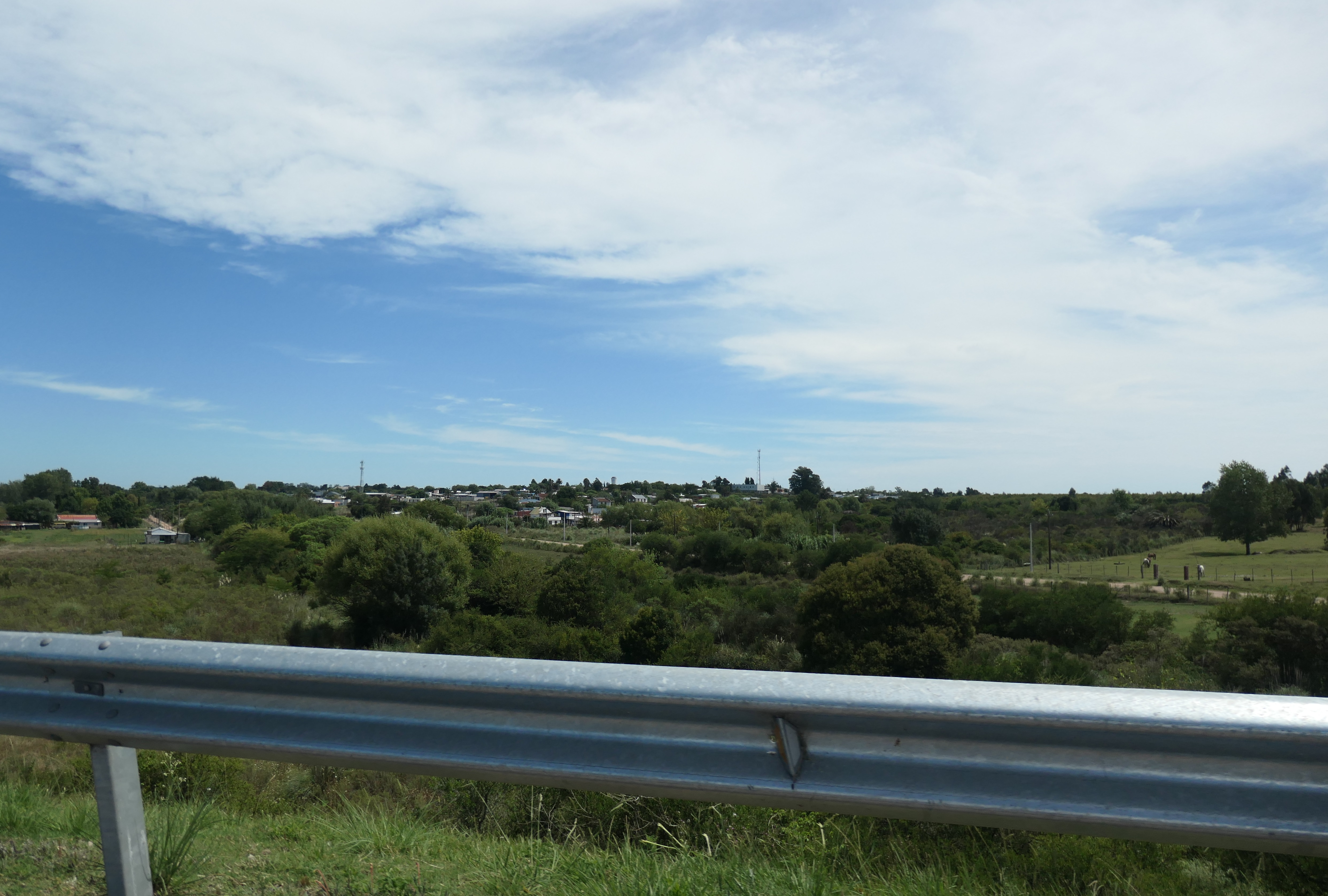
Vista de Sauce desde la ruta

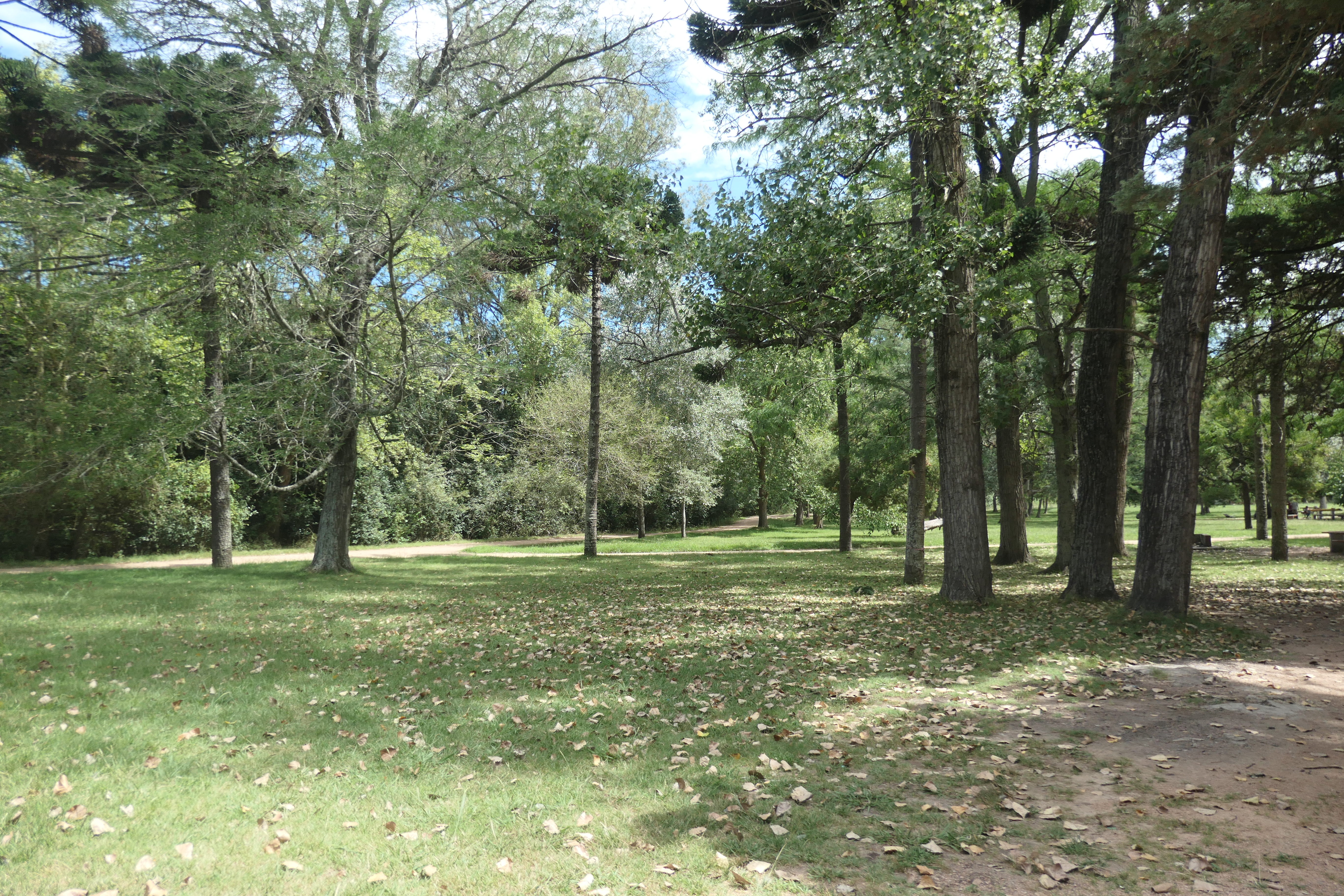
El parque de la ciudad

Sauce, además de su riqueza histórica y cultural, cuenta con diversos lugares de interés que reflejan su identidad y desarrollo. Entre ellos destaca la Casa de José Gervasio Artigas, donde se preserva la memoria del prócer y su legado. La plaza principal es el corazón de la ciudad, un espacio de encuentro y referencia para sus habitantes. En el ámbito cultural, la Casa de la Cultura local promueve diversas expresiones artísticas y eventos que enriquecen la vida comunitaria. Asimismo, el Primer Tanque de Distribución de Agua del Sauce (1923-1959) es un símbolo del desarrollo urbano de la localidad, marcando un hito en la infraestructura y el abastecimiento de agua potable en la región.
Por su parte, el parque Artigas de Sauce ofrece un entorno natural ideal para el esparcimiento y actividades al aire libre. Este espacio alberga un jardín botánico con una amplia diversidad de especies distribuidas a lo largo de sus más de 10 hectáreas. Su historia comenzó en 1932, cuando fue inaugurado el proyecto diseñado por el Ing. Rubbo. No obstante, fue en 1986 cuando recibió la denominación oficial de jardín botánico.
Dentro del parque, se pueden encontrar numerosas especies arbóreas, entre las que destacan las secuoyas, robles, alcornoques, cedros y cipreses calvos. En cuanto a la fauna, habitan en el área gatos monteses, zorros y búhos de campanario.
El predio dispone de diversas instalaciones recreativas, como canchas de fútbol, básquetbol y voleibol, una pista de skate, además de parrilleros y senderos. El acceso al parque se encuentra en el kilómetro 39,500 de la ruta 67, donde un cartel da la bienvenida.

## Educación

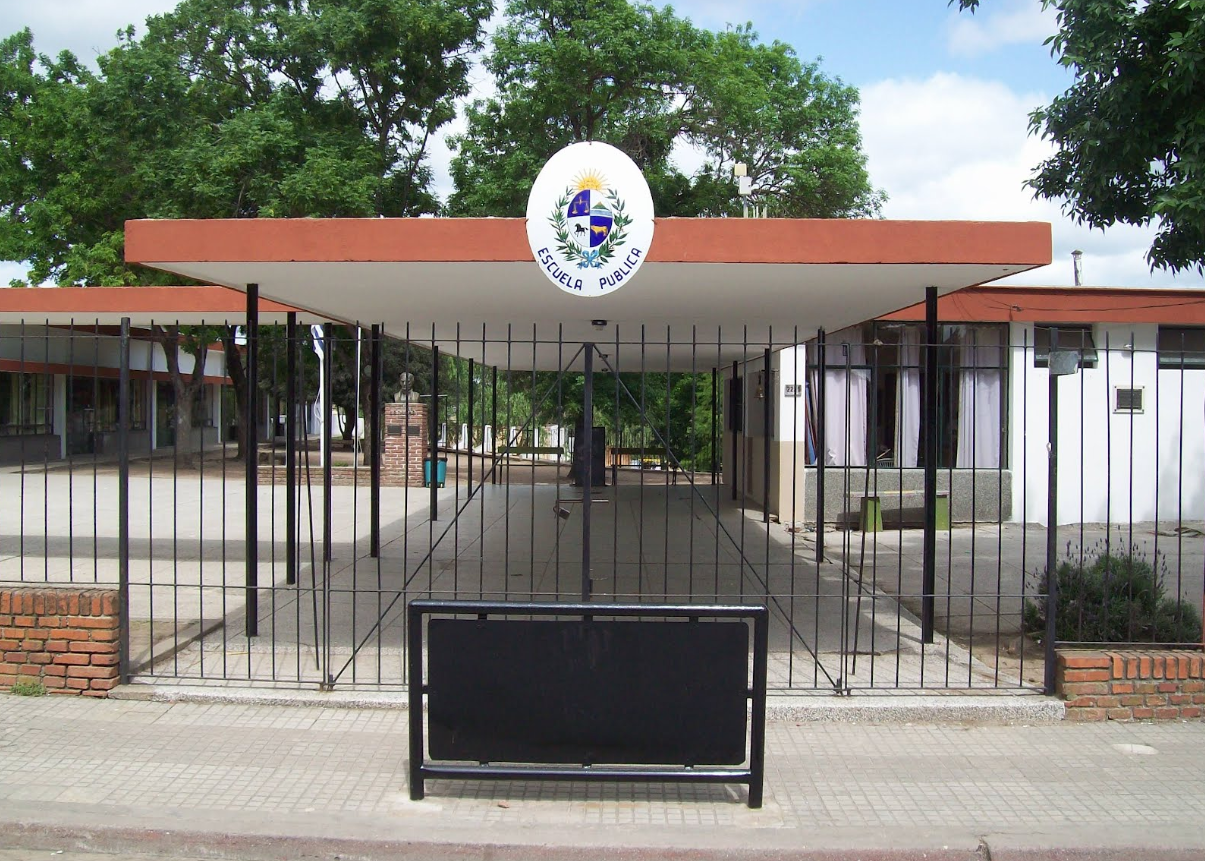
Escuela N°109.

El Municipio de Sauce dispone de múltiples espacios educativos públicos y privados tales como: Escuela Urbana N°109, varias escuelas rurales, sede de un Centro de Asistencia a la Infancia y a la Familia, una sede de la Universidad del Trabajo del Uruguay, el Liceo de Sauce N°1 (Educación Media Básica), el Liceo de Sauce N°2 (Educación Media Superior) y el colegio Nuestra Señora del Perpetuo Socorro.
La Escuela 109 fue fundada en 1865 y la escuela “Nuestra Señora del Perpetuo Socorro" en el año 1939, con cuatro religiosas y 95 alumnos. El Liceo de enseñanza secundaria surgió gracias a la acción entusiasta, de una comisión integrada por vecinos de la localidad. Fue fundado en 1953 y se oficializó en 1957. La UTU surgió en 1984 y el jardín de infantes N.º 247 en 1988.

## Hallazgos paleontológicos y arqueológicos
La zona de Sauce, en el departamento de Canelones, es reconocida por importantes hallazgos arqueológicos y paleontológicos. Uno de los descubrimientos más destacados es el del sitio Arroyo del Vizcaíno, ubicado cerca de Sauce, donde se han encontrado más de 2.000 fósiles pertenecientes a al menos 27 especies de la megafauna del Pleistoceno, como perezosos gigantes y gliptodontes. Algunos de estos fósiles presentan marcas que sugieren la posible interacción con herramientas humanas, lo que indicaría una presencia humana en la región hace aproximadamente 30.000 años, duplicando las estimaciones previas sobre la llegada de los primeros habitantes a América. 

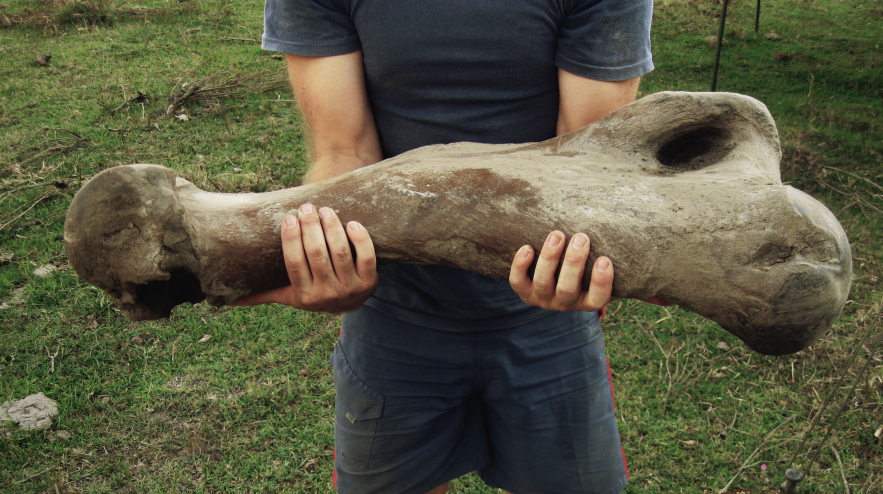
Vista de los restos arqueológicos del Arroyo del Vizcaíno. Megafauna.

El descubrimiento de los fósiles fue realizado por vecinos de Sauce en 1997, y actualmente la investigación está a cargo de un equipo de paleontólogos de Facultad de Ciencias de la Universidad de la República. La colección, ubicada en el liceo local, cuenta con más de 1.000 fósiles de 30.000 años de antigüedad, de animales extintos entre los que se encuentran el tigre dientes de sable Smilodon, los perezosos gigantes Lestodon, Glossotherium y Mylodon, los gliptodontes Glyptodon, Doedicurus y Panochthus, el ungulado Toxodon, el mastodonte Stegomastodon, y también restos de caballos y ciervos fósiles.
Además, en el área donde se encuentra el Museo Histórico "Casa de Artigas" en Sauce, se han realizado excavaciones arqueológicas que revelaron vestigios de ocupaciones indígenas e hispánicas. Entre los hallazgos se incluyen pisos de ladrillo, obras de saneamiento del siglo XIX, un aljibe, restos de construcciones y diversos materiales culturales de los siglos XVIII y XIX, así como herramientas de piedra asociadas a los grupos indígenas que habitaron la zona.